# Cyklický peptid

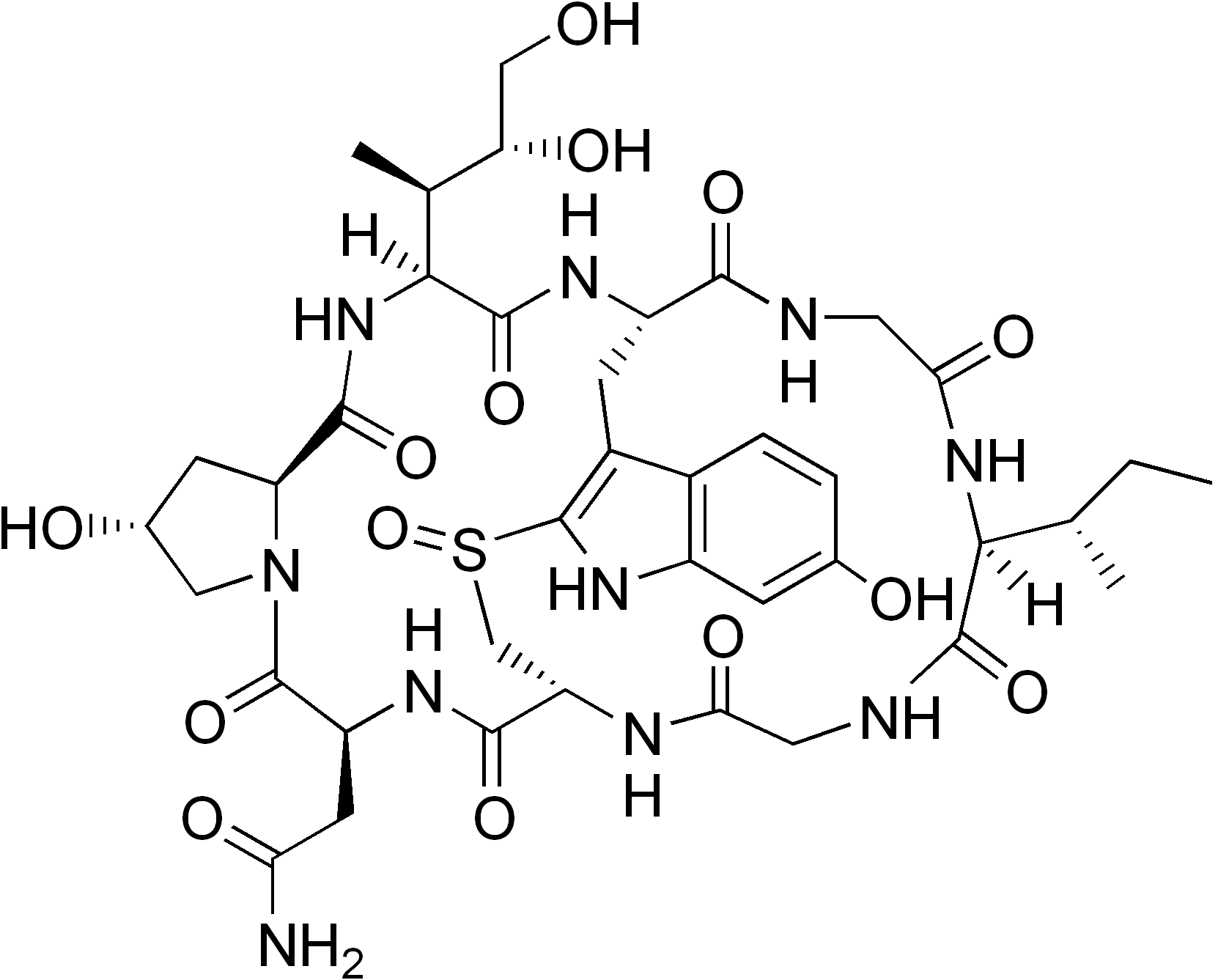
α-amanitin

bacitracin

cyklosporin

Cyklické peptidy (též cyklopeptidy) jsou polypeptidy, které mají v molekule uzavřený řetězec vazeb. Ten může vzniknout spojením aminového a karboxylového konce (například cyklosporin), mezi aminokoncem a postranním řetězcem (bacitracin…), mezi karboxylovým koncem a postranním řetězcem (zde je příkladem kolistin) nebo dvou postranních řetězců či složitějším způsobem (amanitiny). Velké množství cyklických peptidů bylo objeveno v přírodě a mnoho dalších bylo vyrobeno v laboratořích. Délka jejich řetězců se pohybuje od dvou až po stovky aminokyselinových zbytků. Přírodní cyklopeptidy mají často antimikrobiální či toxické účinky; v lékařství mají řadu využití, například jako antibiotika a imunosupresiva. Jsou značně odolné vůči trávicím enzymům, kvůli čemuž mohou v trávicím ústrojí zůstat po dlouhou dobu.

## Klasifikace cyklických peptidů
Cyklopeptidy mohou být klasifikovány podle typů vazeb, které utvářejí kruh:
- Homodetické cyklopeptidy, například cyklosporin A, jsou takové, u nichž je kruh tvořen výhradně klasickými peptidovými vazbami (například mezi alfa karboxylovou skupinou jednoho a aminoskupinou druhého zbytku). Nejjednoduššími příklady jsou 2,5-diketopiperaziny[2] odvozené cyklizací dipeptidů.
- Cyklické isopeptidy obsahují nejméně jednu jinou než alfaamidovou vazbu, například mezi postrnním řetězcem jednoho zbytku a alfakarboxylem druhého, jako je tomu u mikrocystinu a bacitracinu.
- Cyklické depsipeptidy , jako například aureobasidin A a HUN-7293, mají alespoň jednu laktonovou (esterovou) vazbu místo amidové vazby. Některé cyklické depsipeptidy jsou cyklizovány spojením karboxylové skupiny na C-konci a postranním řetězcem threoninu nebo serinu, sem patří mimo jiné kahalalid F, theonellapeptolid a didemnin B.
- Bicyklické peptidy jako jsou amatoxiny amanitiny a faloidin obsahují můstkovou skupinu, obvykle metzi dvěma postranními řetězci. U amatoxinů je tento můstek tvořen thioetherovou vazbou mezi zbytky tryptofanu a cysteinu. K bicyklickým peptidům rovněž patří echinomycin, triostin A a celogentin C. Existuje řada cyklopeptidických hormonů, které jsou cyklizovány disulfidovými vazbami mezi dvěma cysteiny, například somatostatin a oxytocin.

## Příklady
- Amanitiny
- Bacitracin
- Cyklosporin
- Gramicidin S
- Kolistin
- Mikrocystiny
- Oktreotid
- Vankomycin